# Małe Boże
Małe Boże dawniej też Boże-Małe – wieś sołecka w Polsce położona w województwie mazowieckim, w powiecie białobrzeskim, w gminie Stromiec.
| SIMC    | Nazwa     | Rodzaj    |
| ------- | --------- | --------- |
| 0638814 | Ignacówka | część wsi |
| 0638820 | Nowa Wieś | część wsi |

W latach 1975–1998 miejscowość administracyjnie należała do województwa radomskiego.